# Мадуравела (підрозділ окружного секретаріату)
Підрозділ окружного секретаріату Мадуравела — підрозділ окружного секретаріату округу Калутара, Західна провінція, Шрі-Ланка. Головне місто - Мадуравела. Складається з 33 Грама Ніладхарі.

## Демографія
| Кількість Грама Ніладхарі | Площа (км2) | Населення (2012) | Населення (2012) | Населення (2012)  | Населення (2012) | Населення (2012) | Населення (2012) | Густота населення (/км2) |
| Кількість Грама Ніладхарі | Площа (км2) | Сингали          | Ларакалла        | Ланкійські таміли | Індійські таміли | Інші             | Всього           | Густота населення (/км2) |
| ------------------------- | ----------- | ---------------- | ---------------- | ----------------- | ---------------- | ---------------- | ---------------- | ------------------------ |
| 33                        | 59          | 31,345           | 9                | 506               | 2,363            | 22               | 34,245           | 580                      |